# نظریه تحلیلی اعداد

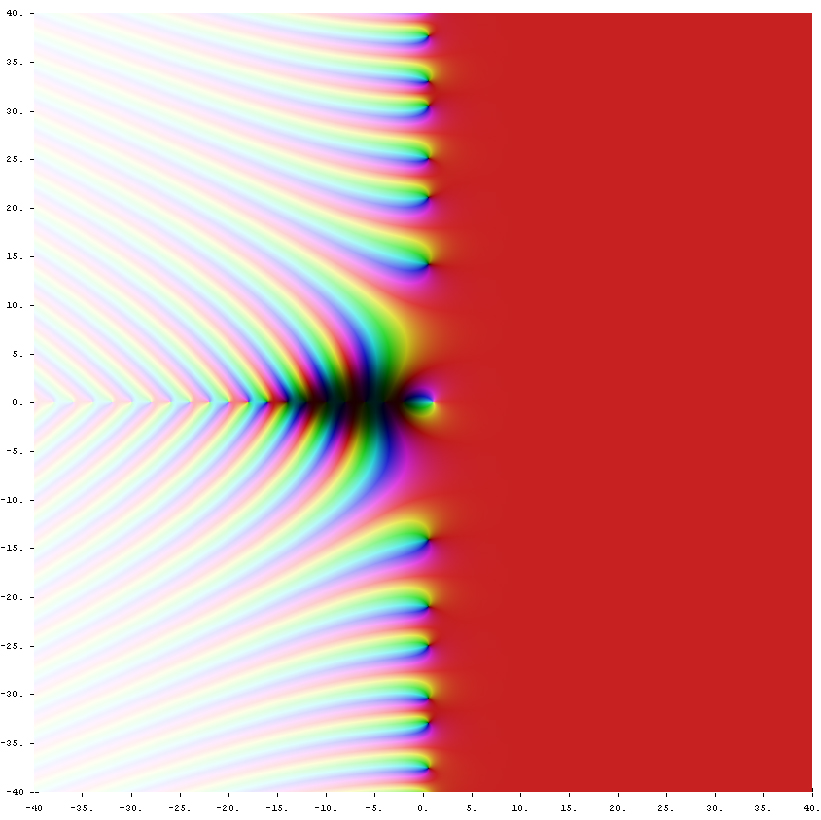
تابع زتای ریمان در صفحه مختلط. رنگ نقطه s، نشانگر مقدار است: رنگ‌های نزدیک به سیاه نشانگر مقادیر نزدیک به صفر اند، در حالی که فام نشانگر آرگومان مقدار مورد نظر است.

در ریاضیات، نظریهٔ تحلیلی اعداد (به انگلیسی: Analytic Number Theory) شاخه‌ای از ریاضیات است که از روش‌های آنالیز ریاضی برای حل مسائل مربوط به اعداد صحیح بهره می‌برد. اغلب گفته می‌شود که این شاخه با کارهای پیتر گوستاو لژیونه دیریکله در ۱۸۳۷ و با معرفی L-توابع دیریکله شروع شده‌است. او از این توابع برای ارائه اولین اثبات قضیه دیریکله روی تصاعدهای حسابی سود جست. معروف‌ترین نتیجه در این شاخه، نتایج و بحث‌هایی است که در ارتباط با اعداد اول (مثل قضیه اعداد اول و تابع زتای ریمان) و نظریه جمعی اعداد (مثل حدس گلدباخ و مسئله وارینگ) مطرح شده‌اند.

## شاخه‌های نظریهٔ تحلیلی اعداد
نظریهٔ تحلیلی اعداد را می‌توان به دو بخش عمده تقسیم‌بندی کرد که این تقسیم‌بندی بر اساس سرشت مسائلی هست که هر بخش با آن درگیر است و فنونی که در هر بخش استفاده می‌شود با دیگری لزوماً تفاوت بنیادینی ندارند:
- نظریه ضربی اعداد با توزیع اعداد اول سروکار دارد، مثل تخمین تعداد اعداد اول موجود در یک بازه خاص. مباحثی مثل قضیه اعداد اول و قضیه دیریکله روی اعداد اول یک دنباله حسابی در این دسته قرار می‌گیرند.
- نظریه جمعی اعداد که دغدغه فهم ساختار جمعی اعداد صحیح را دارد. مباحثی چون حدس گلدباخ که می‌گوید هر عدد زوج بزرگتر از ۲ را می‌توان به صورت جمع دو عدد اول نوشت در این قسمت قرار می‌گیرند. یکی از نتایج اصلی نظریه جمعی اعداد مسئله وارینگ است.